# Universal Products
Universal Products ist ein südafrikanischer Hersteller von Automobilen.

## Unternehmensgeschichte
Das Unternehmen wurde 1999 in Kempton Park gegründet. Zunächst entstanden verschiedene Produkte aus Fiberglas sowie Anhänger. Dazu gehörten auch Karosserien für Rennwagen. Später begann die Produktion von Rennwagen. Straßenfahrzeugen folgten, die als Universal vermarktet werden.
Es ist unklar, ob es eine Verbindung zu Venom Cars aus Boksburg gibt, die bis 2009 einige gleichnamige Modelle anboten.

## Fahrzeuge
Das Unternehmen selbst schrieb erstmals 2007, dass es Nachbildungen des Rennwagens Lola T 70 herstellt. Der Markenname dafür lautet DAW. Eine Quelle gibt an, dass die Produktion von einem Unternehmen namens DAW übernommen wurde.
Seit 2008 nennt das Unternehmen Nachbildungen von Straßensportwagen. Deren Markenname lautet Universal. Zunächst handelte es sich um den Porsche 356 als Speedster und den Porsche 718. Außerdem steht ein Fahrzeug in Stil des Lotus Seven namens Millennium 7 im Angebot, das von Chris Carstens und Kobus van der Walt entworfen wurde. Eine Quelle gibt an, dass der Millennium 7 unter der Marke Millennium angeboten wird, was die Unternehmensseite nicht bestätigt.
Im Juni 2016 bestand das Angebot aus DAW T 70 Mk. III B, DAW T 70 Mk. II Spyder, 356 Speedster, 356 Coupé, 550 Spyder, RSK 718 Spyder, Millennium 7 sowie dem VW-Buggy Salamander.